# تاروکان
تاروکان (به اسپانیایی: Tarucani) یک کوه در پرو است که در پرو واقع شده‌است. تاروکان ۵٬۰۰۰ متر بالاتر از سطح دریا واقع شده‌است.